# 불암산

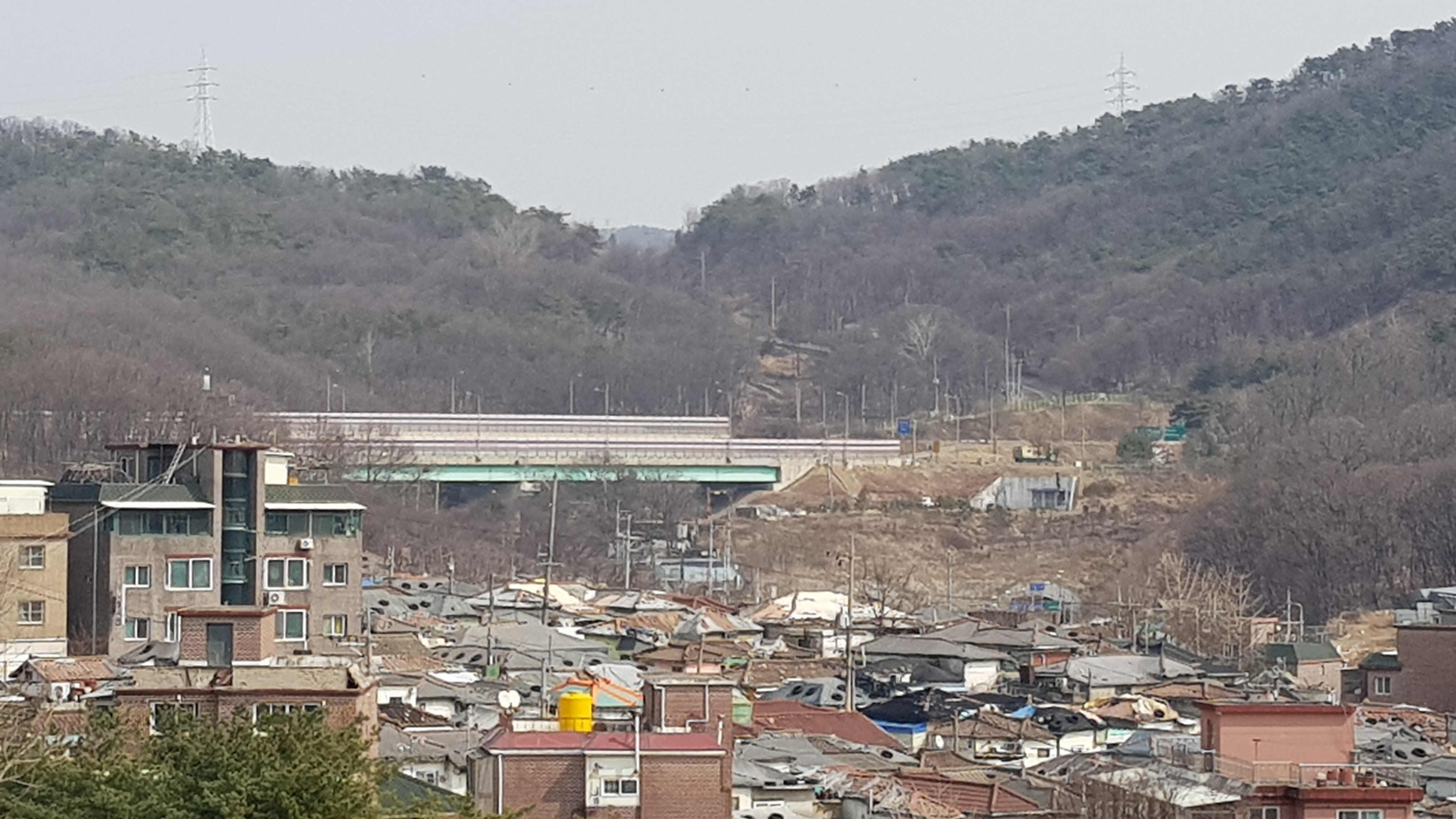
불암산과 수도권제1순환고속도로의 모습

불암산(佛巖山)은 대한민국 서울특별시 노원구와 경기도 남양주시 별내동에 걸쳐 있는 높이 508 m의 한국의 화강암 바위산이다. 서울특별시 노원구와 경기도 남양주시의 경계를 이루며 덕릉고개를 사이에 두고 수락산과 이웃하고 있다.
불암산은 사암으로 된 산이라 수목이 울창하지는 않지만 능선은 기암으로 이어지고 봄의 철쭉은 화원을 연상케 한다. ‘부처바위’라는 뜻의 산 이름 그대로 불암산은 가부좌를 틀고 앉아 있는 거대한 불상과 같다. 북한산과 더불어 암벽 등산 훈련 코스로 적당한 곳이어서 휴일이면 암벽 장비를 둘러맨 젊은 건각들이 끊이지 않고 찾는다. 정상에 서면 북한산, 도봉산, 비봉, 보현봉 등이 눈앞에 펼쳐진다.
관광명소로 태강릉이 있는데, 이는 조선 중종의 계비인 문정왕후 윤씨의 능인 태릉과 조선 명종과 인순왕후 심씨의 능인 강릉의 합칭이다. 문인석과 무인석의 경우 두 능이 매우 흡사하나 강릉의 경우 난간석을 터서 쌍봉능침으로 한 것이 태릉과 다르다.

## 전해오는 이야기
조선 시대에는 양주목에 속하였던 산으로 원래 ‘필암산(筆岩山)’이라 하여 먹골(墨洞)·벼루말(硯村)과 함께 필(筆)·묵(墨)·현(硯)으로 지기(地氣)를 꺾는다는 풍수지명(風水地名)이었다. 불암산이라는 명칭은 큰 바위로 된 봉우리가 마치 승려가 평상시에 납의(衲衣)와 함께 착용하는 모자인 송낙을 쓴 부처와 같은 형상이라 이름이 붙여졌다. 또한 ‘천보산(天寶山)’이라고도 한다.
서울 노원구는 불암산도시자연공원 중계지구(지번: 중계동 산42-3번지 일대)에 64,761 m2 규모의 '자연사 생태광장'을 조성한다고 밝혔다. 서울 노원구는 2009년 11월 불암산과 이름과 한자까지 같은 탤런트 최불암씨를 불암산의 명예 주인으로 위촉했다.

## 위치
노원구 상계역에서도 볼 수 있는 화강암으로 된 주봉 남쪽에는 높이 420m의 제2봉이 있다. 불암산은 한강 지류인 한천(漢川)을 끼고 이루어진 한천평야의 동쪽에 있으며 평야를 사이에 두고 서쪽으로는 북한산(北漢山)을 마주보고, 북쪽으로는 수락산(水落山)과 이웃하여 있다.
주봉과 제2봉 사이에는 불암사(佛巖寺)가 있다. 산 남쪽에는 불암산폭포·석천암(石泉庵)·학도암(鶴到庵)·강릉(康陵)·태릉(泰陵) 등이, 서쪽 사면에는 정암사(淨岩寺)·약소암(薬昭庵)이 있으며, 산정에는 불암산성터가 남아 있다.

## 지질
불암산은 지질학적으로 중생대 쥐라기 대보 화강암 서울 화강암을 기반암으로 한 석산(石山)으로 곳곳에 있는 바위 절벽은 암벽타기 연습장으로 이용되며 10여 개의 등산로와 약수터가 있으며 불암폭포는 겨울철에 빙벽타기 애호가들이 자주 찾는 명소이다. 또한 산세는 단조로우나 거대한 암벽과 아름다운 수림이 불암산의 대표적인 특징이다. 

## 시설
불암산에는 주요 사찰로는 불암사, 천보사, 정암사 등이 있다.  

## 불암산 호랑이 유격대
불암산은 6.25 전쟁 초기 육군사관학교 생도로 구성된 불암산 호랑이 유격대의 은거지로 쓰였었다.

### 불암산 동굴
불암산 호랑이 유격대가 은신했던 불암산의 동굴 발견은 1996년 5월 중순 석천암 김한구 주지의 손자 김만웅을 통해 이루어졌다. 육군사관학교는 이들을 기리기 위해 지난 1996년 불암산에 철판으로 된 안내문을 설치했는데, 안내문을 설치한 지 23년이 지나 낡고 녹슬자 2019년 6월에 새 안내판으로 교체하였다. 유격대가 숨었던 불암산의 동굴은 화강암 산인 불암산 기슭에 있으며 중생대 쥐라기 대보 화강암으로 구성된다. 
제1동굴의 경우 엎드려서 손을 뻗은 상태에서만 들어갈 수 있으며 화강암 바위 동굴 안에는 비밀 통로가 존재한다. 경사진 좁은 동굴을 3m 정도 기어가면 동굴 내부에 도달한다. 큰 바위 두 개가 기대어져 있는 공간 사이로 형성되어 있다. 1동굴의 경우 규모가 작아 경계 및 초소로 활용되었다. 석천암 바로 밑에 안내 표지판이 존재하며 일반적으로 생각하는 동굴이 없다. 제2동굴은 제1동굴에서 반대방향으로 100 m 가량 떨어져 있다. 입구는 좁지만 내부는 사람이 서 있을 수 있는 높이이며, 누우면 어른 15명 가량이 들어갈 수 있는 크기이다. 앞뒤로도 트여 있다. 석천암을 바라볼 때, 오른쪽으로 직진하면 나온다. 제1동굴과는 다르게 표지판 주변에 바위 사이에 큰 틈이 보인다. 
제3동굴은 유격전에 최적지였다. 불암산 산봉우리 근처에 위치한 제3동굴은 나무에 가려져 있으며 깎아진 화강암 절벽을 타고 올라가야 한다. 완전군장한 군인 30명이 잘 수 있는 넓은 공간이며, 내부에는 물이 떨어져 식수로 사용할 수 있었다고 한다. 적 관찰과 사격에 용이했고, 은폐 및 엄폐가 수월했으며, 중요한 지형지물이 근처에 있고 적에게 빨리 도달할 수 있는 길과 적을 피해갈 수 있는 길이 모두 존재하는 장소였다. 2~3분 거리에 전망대가 있었는데, 이 곳에서 인민군의 동향을 파악할 수 있었으며 전망대 아래로 보이는 불암사와 신호를 주고 받으며 위기의 순간을 여러차례 넘겼다. 불암산은 인민군이 호랑이 유격대에게 접근하는 것을 1차적으로 막아주었으며 그 과정에서 유격대가 동굴에서 은페 중일 때 인민군 3~4명이 와서 김함구 스님과 대화하고 돌아가는 일이 몇 차례 있었다고 한다. 석천암에서 산 위로 올라가다가 중간에 제 3동굴 표지판이 나오는데 표지판에 적힌 화살표 방향으로 올라가면 바위를 탈 수 있는 밧줄이 나오는데 그 것을 잡고 올라가서 또 밧줄타고 한번 더 올라가면 제 3동굴이 나온다. 제1,2 동굴보다 월등히 큰 크기이다.
불암산 호랑이 유격대
- 유격대 활동지역
- 제1동굴
- 제2동굴
- 제3동굴

## 미디어
- SBS TV : 《TV 동물농장》 - 970회 (이곳에 누렁이가 구조된 장면이 나와 있음)
- KBS 1TV : 《트레킹노트 세상을 걷다》

## 같이 보기
- 불암산성 - 서울특별시 기념물 제32호, 경기도 기념물 제221호
- 수락산
- 한국의 산
- 서울의 산 목록
- 불암산역
- 한국의 화강암
- 서울특별시의 지질
- 대보 화강암